# Harry Lorraine
Harry Lorraine (1886 — 22 de agosto de 1934) foi um ator inglês da era do cinema mudo. Ele apareceu em 66 filmes entre 1913 e 1930.